# Adenophora potaninii
Adenophora potaninii är en klockväxtart som beskrevs av Sergei Ivanovitsch Korshinsky. Adenophora potaninii ingår i släktet kragklockor, och familjen klockväxter. Inga underarter finns listade i Catalogue of Life.